# Fredrik Liljeblad
Fredrik Theodor Liljeblad, född den 1 januari 1833 i Stockholm, död 16 mars 1909 i Stockholm, var en svensk konstnär och dekorationsmålare.
Liljeblad studerade vid Konstakademien 1848–1851 och var efter studierna verksam som lärare i målning vid Tekniska skolan i Stockholm samt som dekorationsmålare. 1884 publicerade han läroboken Anteckningar om dekorationsmålning.
Han är begravd på Norra begravningsplatsen utanför Stockholm.